# ティミシュ県
| 県章 ティミシュ県の位置 |                     |
| 地域                    | 西部地域            |
| 歴史的な地域            | バナト              |
| 県都                    | ティミショアラ      |
| 面積                    | 8,697km²            |
| 人口                    | 650,533人（2021年） |
| 人口密度                | 75人/km²            |
| ISO 3166-2              | RO-TM               |

ティミシュ県（ティミシュけん、Judeţul Timiş）は、ルーマニア・バナト地方の県。県都はティミショアラ。
県名はティミシュ川から来ている。この川は、古代ローマ時代にはティビシスまたはティビスクスとして知られていた。この県は、ユーロリージョンのDanube-Kris-Mures-Tiszaの一部でもある。

## 人口統計
人口は650,533人（2021年国勢調査）。主要民族構成は下記のとおり。
- ルーマニア人 - 484,243人
- マジャル人 - 21,285人
- ロマ人 - 12,438人
- セルビア人 - 6,447人
- ドイツ人 - 4,684人
- ウクライナ人 - 4,131人
- ブルガリア人 - 3,244人

## 地理
面積は8,697km²で、ルーマニアの県で最も広い。東はフネドアラ県、西はセルビア、北はアラド県とハンガリー、南はカラシュ＝セヴェリン県に接する。
東の境には南カルパティア山脈の一部であるポヤナ・ルスカ山地がある。西に向かって標高は低くなり、パンノニア平原の東部となる。県には多くの川が流れており、重要な河川としてベガ川とティミシュ川がある。

## 経済
ティミシュ県は、ルーマニアでもっともダイナミックに経済が発展している地域の1つである。その伝統と位置のために外国からの投資の比率が高い。
県の主要な産業には、機械製造、食品製造、化学工業、織物工業、電子部品製造などがある。

## 行政区画
県は2つの都市、8つの町、85の基礎自治体からなる。

### 主な都市
- ティミショアラ（約30万7千人）
- ルゴジ（約4万6千人）

## 出身有名人
- トライアン・ヴイア - 飛行機の発明家
- ジョニー・ワイズミュラー - 水泳選手、俳優
- ベラ・ルゴシ - 俳優
- バルトーク・ベーラ - 作曲家

## ギャラリー

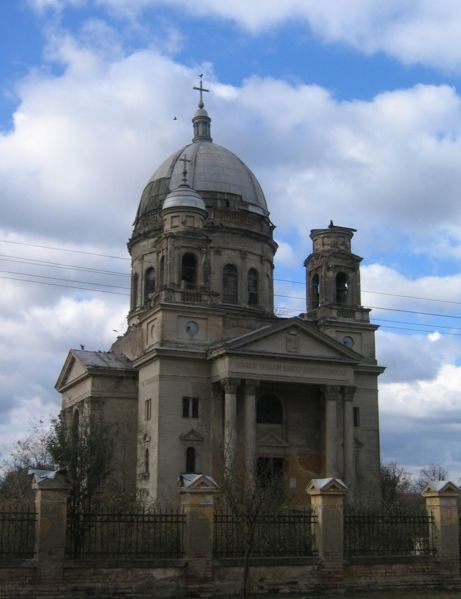
ボブダのカトリック聖堂
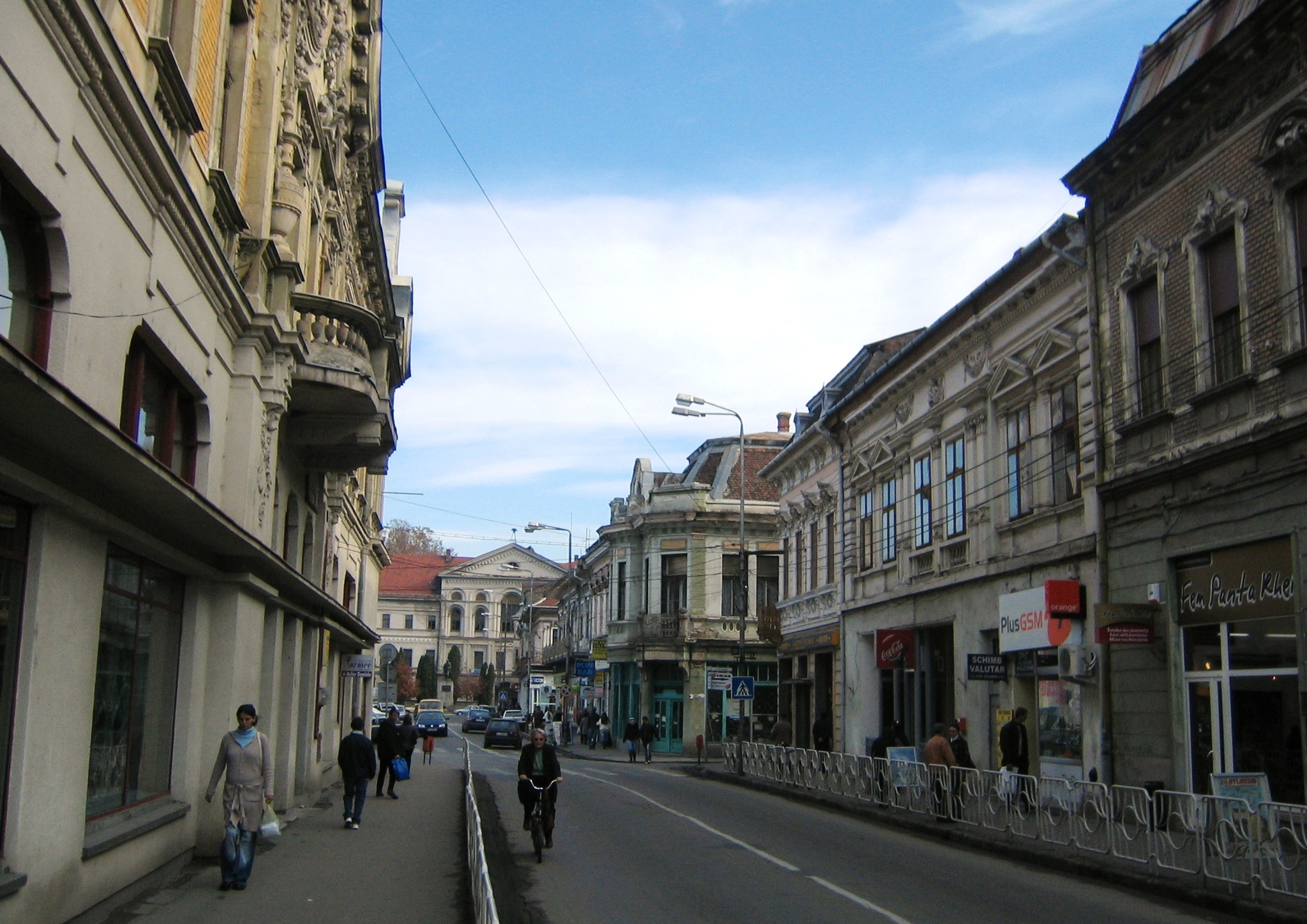
ルーゴジュ市街
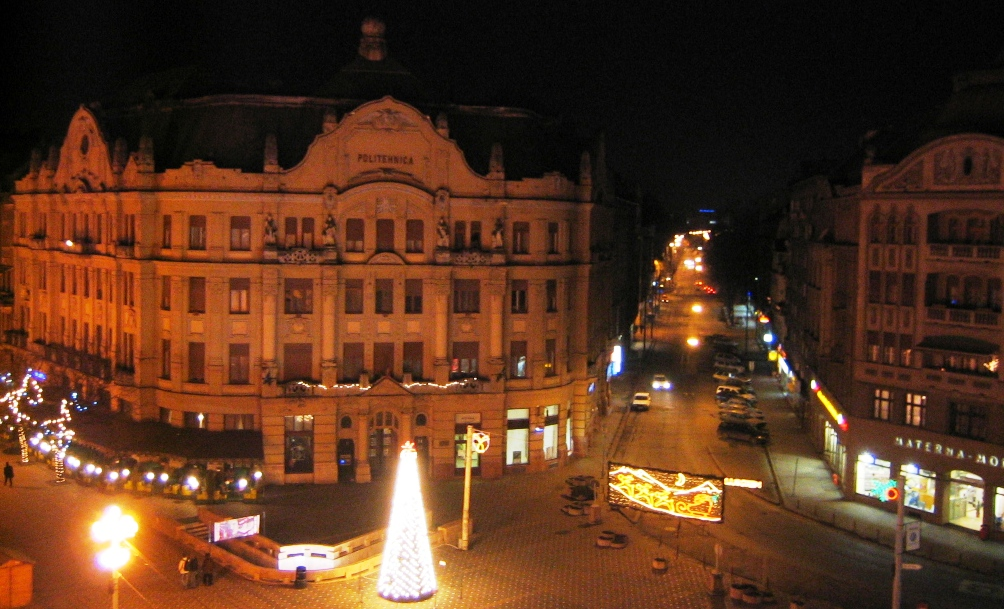
夜のティミショアラ市街

## 註
1. 1 2  “Tabel-2.02.1-si-Tabel-2.02.2.xlsx”. ルーマニア国家統計局. 2024年8月23日閲覧。